# Bälter Swen Ersson
Bälter Swen Ersson, född 18 november 1825 i Mora församling, Kopparbergs län, död där 20 juni 1900, var en svensk hemmansägare och politiker.
Bälter Swen Ersson son till bonden Bälter Erik Ersson. Han blev sockenskrivare 1853 och var 1863–1896 ordförande i kommunalnämnden i Mora landskommun och ledamot av Kopparbergs läns landsting 1863–1881 och 1885–1890. Han företrädde bondeståndet i Rättviks och Ore, Orsa, Mora, Sofia Magdalena och Venjans, Älvdals och Särna och Idre tingslag vid  riksdagarna 1856–1858, 1862–1863 och 1865–1866. Han var senare även ledamot av riksdagens andra kammare 1867–1869 och 1879–1881. Som riksdagsman var han ledamot av förstärkta bankoutskottet 1856–1858 och av förstärkta statsutskottet 1865–1866, statsrevisor 1865–1866, särskilda utskottet 1869 och i tillfälligt utskott 1879.